# Leptotarsus (Tanypremna) sanctaecatharinae
Leptotarsus (Tanypremna) sanctaecatharinae is een tweevleugelige uit de familie langpootmuggen (Tipulidae). De soort komt voor in het Neotropisch gebied.